# Ronan Keating
Ronan Patrick John Keating (Dublín; 3 de marzo de 1977) es un cantautor, músico, actor y presentador de televisión irlandés de música pop y balada. 
Compositor y músico, se dio a conocer en 1993 como uno de los componentes del grupo pop Boyzone. En 1999 inició su carrera en solitario. Como solista ha lanzado once álbumes y otros recopilatorios vendiendo de estos más de 25 millones de copias en todo el mundo. Ha recibido reconocimientos en Reino Unido, Irlanda, Alemania, Suecia, Australia o Nueva Zelanda, entre otros. 
El cantante también ha ejercido de presentador. Fue maestro de ceremonias en el Festival de Eurovisión de 1997 y presentó en dos ocasiones los MTV Europe Music Awards y los MTV Asia Awards. También presentó la Gala de Miss Mundo en 1998. En 2015 jerce de jurado de The Voice Australia en sustitución de Ricky Martin. Keating fue también juez de The X Factor en el mismo país.
Entre sus mayores éxitos destacan los temas: «When you say nothing at all», «Fires», «Life is a rollercoaster», «If tomorrow never comes», «Last thing on my mind», «The way you make me feel», «This I promise you», «Lovin each day», «Iris» o «This is your song».

## Biografía
Ronan Keating se crio en Bayside, Dublín. Estudió en la Escuela Primaria de Bayside y en el Instituto de St. Fintan's en Sutton, Dublín.
El 30 de abril de 1998 en Nevis Island se casó con la modelo irlandesa Yvonne Connolly (nacida el 9 de febrero de 1974). Tienen tres hijos: Jack (nacido el 15 de marzo de 1999), Marie, más conocida como Missy (nacida el 18 de febrero de 2001) y Alice, más conocida como Ali (nacida el 7 de septiembre de 2005). En 2012 se divorció de Yvonne, y en 2015 se casó con la australiana Storm Uechtritz, tienen un hijo juntos, llamado Cooper (nacido el 26 de abril de 2017).

### Boyzone
Ronan Keating se unió al grupo Boyzone en 1993 después de ser lanzados al estrellato por Louis Walsh cuando él tenía 16 años; y más tarde, Louis fue mánager del grupo irlandés Westlife. El grupo tuvo muchísimo éxito en todo el mundo, sobre todo en Irlanda y en el Reino Unido, donde consiguieron poner cuatro discos en el #1 de las Listas de Ventas del Reino Unido e Irlanda, vendiendo en total, más de 15 millones de copias en todo el mundo.
A pesar de que Boyzone nunca se separó oficialmente, nunca han publicado un sencillo desde 1999, y Ronan continuó con su carrera en solitario, consiguiendo un total de 14 Top 10 singles, además de tres discos número 1.

### Ronanera
En el año 2000, justo después de que no siguieron con el grupo, Ronan firmó un multimillonario contrato discográfico con Polydor Records, grabando ese mismo año su álbum-debut en solitario "Ronan", debutando en el Número 1 en el Reino Unido e Irlanda, y consiguiendo el #1 en todo el mundo.
Los sencillos "When You Say Nothing At All" y "Life Is A Rollercoaster" consiguieron el Número 1 en prácticamente todo el mundo, siendo éxitos del 2000. El tercer sencillo, "The Way You Make Me Feel", tuvo un éxito mucho más moderado, consiguiendo, aun así, un Top 20 Mundial, incluyendo el Top 10 en UK.
El disco consiguió vender más de 9.000.000 de discos en todo el mundo, cerca de un millón en el Reino Unido, consiguiendo tres discos de Platino por ello.

### Destination
Consagrado como uno de los artistas irlandeses de mayor éxito internacional, Ronan publicó en el año 2002 lo que sería su segundo álbum en solitario, titulándose "Destination". El disco aterrizó directamente el #1 del Reino Unido e Irlanda, además de países tan dispares como son Nueva Zelanda, China, Japón o Alemania, entre otros, y el Top 10 en el resto del mundo.
El tema "Lovin' Each Day" fue el primer sencillo del disco, llegando al #2 en las Listas del Reino Unido, y fue un Top 10 Mundial, aunque el sencillo principal y de más éxito del disco fue "If Tomorrow Never Comes", una balada que llegó al Número 1 muchos países de Europa, como Reino Unido, y de Asia y Oceanía.
Otros sencillos del álbum son "I Love It When We Do", "We've Got Tonight" y "The Long Goodbye", que fueron éxitos internacionales. El disco vendió más de 5.000.000 de discos en todo el mundo, siendo todo un éxito para el cantante irlandés.

### Turn It On
El 17 de noviembre del 2003, Ronan publicó su tercer disco en solitario, "Turn It On". Antes de haber lanzado ningún sencillo promocional al mercado, Polydor decidió lanzar al mercado el disco, siendo un fracaso en las listas de ventas. El disco sólo pudo llegar al #21 en el Reino Unido, y en el resto del mundo, el disco pudo llegar en algunos casos al Top 40 de los Álbumes más Vendidos.
El primer sencillo del disco fue publicado una semana después del lanzamiento del disco, y fue el tema "Lost For Words", que debutó en el #9 en el Reino Unido, y fue un Top 40 Mundial. El siguiente sencillo fue "She Believes (In Me)", que debutó en el #2 en el Reino Unido, y fue el único sencillo del disco que tuvo éxito internacional, consiguiendo el Top 20 Mundial. El tercer y último sencillo del disco fue el dueto con la cantante LeAnn Rimes, "Last Thing On My Mind", que llegó hasta el #5 en UK.
En ese mismo año (2003), Ronan fue galardonado con el prestigiosos premio de la BMI como el Mejor Cantautor Masculino de Europa, por su sencillo "The Long Goodbye", que disfrutó de gran éxito en los Estados Unidos llegando al #1 en el Billboard 200 y en el Billboard Country Singles Chart. Además, en octubre de ese mismo año Ronan obtuvo el premio "World Music Award" por ser el irlandés con Mayores Ventas en todo el Mundo, y actuó en el Show de Montecarlo.

### 10 Years Of Hits
En octubre del 2004, Ronan publicó su primer Grandes Éxitos, titulado "10 Years Of Hits", para celebrar sus 10 años en el mundo de la música. El álbum fue directo al #1 en el Reino Unido y vendió más de 17.000.000 de discos en todo el mundo. Además, en octubre de 2004 Ronan entró en el Libro Guinness de los Récords por ser el único artista en tener 30 consecutivos Top 10 singles en las Listas Británicas.
El primer sencillo de su Greatest Hits fue "I Hope You Dance", que debutó en el #2 en el Reino Unido y en el Top 10 Mundial, y el segundo y último tema publicado del disco fue "Father And Son", una canción a dúo con el cantante inglés Yusuf Islam, antes conocido como Cat Stevens y en la canción When You Say Nothing At All la canta a dúo con la cantante mexicana Paulina Rubio.

### Bring You Home
Su cuarto disco de estudio fue publicado el 5 de junio de 2006 en todo el mundo, y su título es "Bring You Home", que debutó en el #3 en el Reino Unido, pero en Irlanda, el disco debutó en el #16, descendiendo de ese puesto en la segunda semana, alcanzando el puesto #37, siendo un fracaso en su país natal. A pesar de esto, el disco sí fue un éxito en prácticamente todo el mundo, donde llegó al Top 10 Mundial.
"All Over Again" fue el primer sencillo publicado, que contaba con la colaboración de Kate Rusby, y debutó en el #6 en el Reino Unido. El segundo sencillo fue "Iris", que no tuvo tanto éxito internacional, debutando en el Reino Unido en el puesto #15, e internacionalmente, no tuvo éxito, saliendo del Top 50 Mundial.
Finalmente, el último sencillo publicado fue el tema "This I Promise You", que sólo fue un sencillo digital, sólo disponible en iTunes (#75 iTunes Singles Chart). El disco vendió cerca de 3.000.000 de discos en todo el mundo por el momento.

## Labor social
Su madre, Marie, falleció el 2 de febrero de 1998 a causa de un cáncer de mama, y, debido a esto, su familia creó una fundación en su nombre que ayuda a mujeres que están luchando contra el cáncer. Como promoción de esta solidaridad, Ronan ha completado dos marchas apoyadas por toda Irlanda. En abril de 2006, Ronan se alió con el Cancer Research UK, para intentar concienciar a la población inglesa. Ronan condujo una de las 3 unidades móviles en el Reino Unido en el que intentaron que la población se informase sobre la prevención del cáncer, y cómo intentar reducir los riesgos de padecer un cáncer. En Irlanda, esta marcha estuvo promovida por la "Fundación Marie Keating".
En junio del 2004, Ronan realizó un viaje a Ghana como su primer trabajo como "Embajador de la Ayuda Cristiana". Ronan estuvo una semana visitando granjeros y familias a través de la Ghana central para ver de primera mano como las injusticias de las leyes destruyen la vida de muchas personas allí.
El 6 de julio de 2005, Ronan actuó en el Murry Field Edinburg para 50,000 personas en el llamado "The Final Push", siendo este el último concierto del Live 8 para recaudar fondos para luchar contra el hambre en África.
En octubre del 2005, Ronan fue a Roma donde fue nombrado Embajador de las Naciones Unidas para la Organización de Alimentos y Agricultura (FAO).
El 12 y 13 de junio de 2007, Ronan participó, junto con Ian Botham en el "Chartity Golf Classic" en Gleneagles, el hogar del Campeonato de Diageo. El evento de dos días servirá para recaudar dinero para la entidad caritativa escogidas por Ian y Ronan (respectivamente), el Leukaemia Research y el Cancer Research UK.

## Otros eventos musicales
El 6 de junio del 2006 Ronan cantó en el acto inaugural de la Copa del Mundo en la Puerta de Brandeburgo en Berlín, Alemania ante más de 250.000 personas.
Ronan presentó el Festival de Eurovisión de 1997, presentó el show de los MTV Europe Music Awards de 1997 y 1999, y copresentó los Premios de la MTV de Asia en 2002 con Mandy Moore. Incluso, ha participado en el Concurso de Miss Mundo, cantando a dúo con Elton John en el Madison Square Garden de Nueva York e incluso ha cantado para el Papa en dos ocasiones. 
En 2006 participó en el festival Música VS Hambre llevado a cabo en Asunción, Paraguay ante unas 70.000 personas junto a varios artistas reconocidos a nivel mundial.
En 2009 su tema "Believe again" venció en el Melodi Grand Prix de Dinamarca, y representó por consiguiente a este país en el Festival de la Canción de Eurovisión 2009 defendido por Brinck.

## Vida personal
En abril de 1998, Keating se casó con Yvonne Connolly. Tuvieron tres hijos: un niño llamado Jack (nacido en 1999) y dos niñas, Missy y Ali (nacidas en 2001 y 2005, respectivamente). En 2009, Keating tuvo una aventura con la bailarina Francine Cornell lo que llevó al divorcio de su mujer en 2010; el divorcio fue finalizado en marzo de 2015.
Conoció a Storm Uechtritz en agosto de 2010 y se casó con ella el 17 de agosto de 2015. Su hijo Cooper Keating nació el 27 de abril de 2017. En noviembre de 2019, revelaron que estaban esperando su segundo hijo juntos. Su hija Coco Knox Keating nació el 27 de marzo de 2020.

## Discografía
| - 2000: Ronan - 2002: Destination - 2003: Turn it on - 2006: Bring you home - 2009: Songs for my mother - 2009: Winter songs - 2010: Duet - 2011: When Ronan met Burn - 2012: Fires - 2016: Time of my life - 2020: Twenty twenty - 2021: Songs from Home - 2004: 10 years of hits - 2010: Ronan Destination - 1994: Said and done - 1996: A different beat - 1998: Where we belong - 2010: Brother - 2013: BZ20 - 2014: Dublin to Detroit - 2018: Thank you & Good Night - 1999: By request - 1999: The singles collection 1994-1999 - 2003: Ballads: the love song collection - 2006: Key to my life: collection - 2007: The silver collection - 2008: Back again... No matter what - 2008: B-Sides and rarities | - 1999: «When you say nothing at all» - 2000: «Life is a rollercoaster» - 2000: «The way you make me feel» - 2001: «Lovin each day» - 2002: «If tomorrow never comes» - 2002: «When you say nothing at all» (con Paulina Rubio) - 2002: «I love it when we do» - 2002: «We have got tonight» - 2003: «Je t'aime plus que tout» (con Cecilia Cara) - 2003: «The long goodbye» - 2003: «Lost for words» - 2004: «She believes in me» - 2004: «Last thing on my mind» (con LeAnn Rimes) - 2004: «I hope you dance» - 2004: «Father and son» - 2005: «Baby can I hold you» - 2006: «All over again» (con Kate Rusby) - 2006: «Iris» - 2006: «This I promise you» - 2009: «Time after time» - 2009: «This is your song» - 2009: «Stay» - 2009: «It's only Christmas» (con Hayley Westenra) - 2010: «Believe again» (con Paulini) - 2011: «What the world needs now» - 2012: «Fires» - 2013: «Wasted light» - 2016: «Let me love you» - 2016: «Breathe» - 2016: «Summer Wonderland» - 2020: «One of a kind» (con Emeli Sandé) - 2020: «Little thing called love» - 2020: «Love will remain» (con Clare Bowen) - 2020: «Forever and ever, amen» (con Shania Twain) - 2021: «The Blower's Daughter» | - 1994: «Working my back to you» - 1994: «Love me for a reason» - 1995: «Key to my life» - 1995: «So good» - 1995: «Father and son» - 1996: «Coming home now» - 1996: «Words» - 1996: «A different beat» - 1997: «Isn't it a wonder» - 1997: «Mystical experience» - 1997: «Picture of you» - 1997: «Baby can I hold you» - 1998: «All that I need» - 1998: «No matter what» - 1998: «I love the way you love me» - 1999: «When the going gets tough» - 1999: «You needed me» - 1999: «Everyday I love you» - 2008: «Love you anyway» - 2008: «Better» - 2010: «Gave it all away» - 2010: «Love is a hurricane» - 2013: «Love will save the day» - 2014: «Light up the night» - 2014: «What becomes of the brokenheart» - 2015: «Reach out i'll be there» - 2015: «Wherever I'll lay my hat» - 2018: «Dream» - 2018: «Because» - 2018: «Love» - 2018: «Tongue Died» (con Alesha Dixon) |